# Oeonistis bicolora
Oeonistis bicolora är en fjärilsart som beskrevs av George Thomas Bethune-Baker 1904. Oeonistis bicolora ingår i släktet Oeonistis och familjen björnspinnare. Inga underarter finns listade i Catalogue of Life.